# Chinweoke Chikwelu
Chinweoke Chikwelu (née le 28 août 1970) est une lanceuse de javelot et heptathlonienne nigériane.

## Carrière
Chinweoke Chikwelu remporte aux Championnats d'Afrique de 1989 la médaille d'or du lancer du javelot et la médaille de bronze de l'heptathlon.